# 2014年上海外灘雑踏事故
2014年上海外灘雑踏事故（2014ねんシャンハイワイタンざっとうじこ）は2014年12月31日に中国上海市外灘陳毅広場で発生した群集事故。2015年1月1日時点で36名が死亡、47名が負傷する大惨事となった。

## 概要
事故が発生したのは、上海市内を流れる黄浦江沿いの遊歩道の陳毅広場と呼ばれる中心部で、ライトアップされた建築物をバックに新年のカウントダウンをしようとした市民や観光客らでごった返して、階段の途中で将棋倒しが発生した。事故発生後、習近平総書記・李克強総理は直ちに負傷者の手当てと迅速な調査、安全対策に全力を挙げるよう関係部署に指示した。また、上海市当局は事故対策本部を設置。市トップの韓正上海市共産党委員会書記は救援に全力を挙げるよう指示するとともに、1日未明、上海市内の病院を訪れ負傷者を見舞った。また、この事故を受けて上海市では緊急会議を開き、多くのイベントが中止となった。
死者は16歳から36歳の男性11名、女性25名であり、多くは若い学生であった。なお台湾人1名、マレーシア人1名も本事故で亡くなった。
事故翌日、多くの市民が事故現場を訪れ、花を手向けた。

## 事故原因とその後
地元警察当局は1日、事故の直前に現場近くの旧チャータード銀行上海支店ビル3階から米ドル紙幣に似せた金券をばらまいた人物がおり、それを拾おうとして観光客らが集まって騒ぎになったとの目撃情報について、事故との関連性がないか調査していることを明らかにした。外灘を管轄する上海市黄浦区の警察が記者会見で明らかにした。金券は近くのバーで使える無料サービス券だったが、拾った人が口々に「米ドル紙幣だ」などと叫んだため、群衆が殺到したとの情報がある。その後地元警察当局は1日深夜、調査の結果、事故の直前に現場から数十メートル離れた建物から、米ドル紙幣に似せた金券がばらまかれた問題と、将棋倒し事故には関連性がないと結論づけた。監視カメラを解析するなど調査の結果、金券がばらまかれたのは将棋倒しが起きた後だったという。
中央人民広播電台（電子版）は1日、事故当時の警備態勢は昨年10月1日の「国慶節（建国記念日）」の連休時よりも少なかった上、混雑度合いの予測を誤ったと指摘した。
地元メディアも、発生現場の観光名所、外灘（バンド）付近には当時、少なくとも15万人前後が詰めかけていたとの見方を示し、数百人の態勢だった警備に不備があった可能性を暗に批判した。上海市では28年前の1987年12月10日にも、今回の事故が発生した黄浦江の渡船場に、自転車に乗った乗客らが殺到して将棋倒しとなった（1987年上海陸家嘴渡船場群集事故）。この事故では66人が死亡、30人近くが重軽傷を負ったが、教訓は生かされなかった。
1月21日、上海市当局は今回の事故の対応の誤りや中央八項規定違反などの理由により黄浦区区書記や区長を含む区政府幹部11名を解任する通告を出した。